# Orchestre symphonique de Madrid
L'Orchestre symphonique de Madrid (Orquesta Sinfónica de Madrid) est un orchestre symphonique espagnol fondé en 1903. Il s'agit de l'orchestre symphonique le plus ancien d'Espagne après celui du Gran Teatre del Liceu fondé en 1847.

## Histoire
Après la crise survenue en 1903 entre les membres de l'orchestre de la Sociedad de Conciertos de Madrid, qui avait été fondé en 1866 par Barbieri, la majorité d'entre eux qui avaient des postes d'enseignants au Conservatorio de la Corte, décidèrent de se regrouper en une nouvelle formation. L'intention était de maintenir vivante l'ambiance musicale madrilène, en se substituant à l'orchestre de la Sociedad au moment de programmer des concerts symphoniques.
L'idée initiale d'un nouvel orchestre à Madrid a été conçue dans la maison du violoniste José del Hierro, avec l'appui de ses compagnons habituels de musique de chambre lors de ses tournées, Julio Francés Rodríguez (ca) (alto) et Victor de Mirecki (violoncelle), à qui se sont ajoutés deux membres de la Capilla Real, Francisco González (flûte) et Miguel Yuste (clarinette).
Après un travail intense de persuasion du reste des membres de la Sociedad de Conciertos de Madrid, pratiquement 80 % de l'orchestre rejoignit la nouvelle formation. Comme une grande partie des chefs de pupitre étaient aussi professeurs au Real Conservatorio Superior de Música de Madrid, on combla rapidement les postes vacants avec des jeunes talents.
Dans la salle des répétitions du Teatro Real, en décembre 1903, a été tenue la première réunion lors de laquelle on créa l'Association et on décida de son nom: Orquesta Sinfónica de Madrid. Il s'agit d'une compagnie privée de musiciens, à laquelle les maîtres apportent les fonds initiaux pour son fonctionnement, achat de chaises et de pupitres, location de la salle de répétition, partitions, etc. , mais qui vivra du revenu des concerts et enregistrements, sans recourir ni dépendre d'autres organismes, publics, ou privés, qui pourraient intervenir dans son fonctionnement et conditionner les maîtres, comme cela était arrivé dans la défunte Sociedad de Conciertos de Madrid.

### La première saison
Par l'intermédiaire de José del Hierro et de Víctor de Mirecki, on contacta le chef d'orchestre espagnol Alonso Cordelás, pour assumer la direction artistique de l'association. Celui-ci quitta Munich pour venir occuper son poste, et amèna avec lui les partitions pour les premiers concerts.
Sous la direction du maître Cordelás, le 7 février 1904, l'Orchestre symphonique de Madrid offre son premier concert public au Teatro Real, dans un programme qui comprenait l’Ouverture de Don Juan de Mozart, Dans les steppes d'Asie centrale de Borodine, une paraphrase pour violon et orchestre sur la Chanson du prix des maîtres chanteurs de Wagner, écrite par Wilhelmj, avec José del Hierro comme soliste, l' Ouverture "Faust" de Wagner, Roméo et Juliette de Tchaïkovski et la Quatrième Symphonie de Schumann.
Cordelás essaya d'imposer dès le début de rompre avec les habitudes comme l'exécution de concerts en deux parties (et non en trois), et tôt dans l'après-midi (à trois heures de l'après-midi). Mais dès le troisième concert, on était revenu à deux entractes, au sixième on revint à l'horaire nocturne (neuf heures moins le quart de la nuit), suivant la tradition madrilène. 
Mais les problèmes de Cordelás ne faisaient que commencer : d'abord, un affrontement avec les chefs de pupitre pour les répétitions et l'organisation des concerts; ensuite, avec les propriétaires des salles, pour l'horaire des concerts; et, finalement, les mauvaises critiques et le rejet du public devant ses options artistiques; tout cela lui fit présenter sa démission à la fin de la saison, entrainant avec lui le concertiste fondateur, José del Hierro.
Les concerts de cette première saison eurent une grande répercussion et virent une bonne affluence du public, ce qui sauva économiquement l'orchestre; on y joua en première exécution à Madrid la Quatrième Symphonie de Tchaïkovski et la Première Symphonie de Brahms.

### La période d'Arbós
Après le départ de Cordelás, Enrique Fernández Arbós, violoniste et chef d'orchestre, est choisi pour diriger l'Orchestre symphonique. Son travail fut très important dès le début, en opérant une restructuration totale et en présentant le nouveau visage de l'ensemble dans un grand concert donné le 16 avril 1905. 
La direction de Arbós sera ininterrompue durant trente ans: durant cette période, l'orchestre fixe ses priorités artistiques (promotion en priorité des compositeurs et solistes espagnols), trouve son style sonore particulier, et établit les principes d'une socialisation musicale qui le conduisent à la réalisation de concerts didactiques et à l'arrivée de nouveaux publics: prix plus bas, nombre de places plus grand, tournées. Cependant il réussit à attirer d'autres musiciens internationaux pour diriger l'orchestre, dont Igor Stravinsky et Richard Strauss.
Ainsi, sous la direction de Arbós, sont programmés à l’Orchestre symphonique de Madrid presque tous les compositeurs espagnols actifs pendant le premier tiers du XXe siècle; on notera plus spécialement deux créations qui eurent une importance particulière : les Noches en los jardines de España (Nuits dans les jardins d'Espagne) de Manuel de Falla, le 9 avril 1916, au Teatro Real avec José Cubiles comme soliste; et le Second concerto pour violon et orchestre de Sergueï Prokofiev, le 1er décembre 1935, avec Robert Soëttens jouant la partie soliste et avec l'auteur présent dans la salle du Teatro Monumental.

### Époque de crise
Avec la Guerre d'Espagne, l'activité musicale fut interrompue. L'orchestre essaya de monter quelques concerts dans Madrid assiégée, mais le nombre des chefs de pupitre était très réduit, et ceux-ci se consacraient à gagner leur vie au jour le jour. 
L'après guerre civile entraîna pour l'Orchestre symphonique de Madrid le début d'une longue période de crise, qui commença avec la mort, en juin 1939, de Enrique Fernández Arbós, après les premiers concerts. À cela s'ajouta l'absence de plusieurs chefs de pupitres soit décédés durant la guerre, soit exilés après la victoire du Général Franco. Enfin, en 1940, est fondé l'Orchestre national d'Espagne, ayant son siège à Madrid. La possibilité d'entrer dans un orchestre fixe avec des salaires de fonctionnaire, attire une grande partie des chefs de pupitre de l'orchestre, sauf ceux qui restent par fidélité ou ceux qui sont “suspects” aux yeux du nouveau régime. La situation fut tout particulièrement critique pour la section des cordes, qui avait perdu une grande partie de ses membres; ces places étaient difficiles à combler pour trois raisons: le mauvais fonctionnement de l'enseignement musical pendant la Seconde République espagnole, la disparition d'une grande partie de ces instrumentistes durant la guerre ou vivant en exil, et l'impossibilité d'engager des professeurs européens, en cette période de guerre mondiale. En 1940, la direction musicale fut assurée pendant cette période troublée par Enrique Jordá (qui se maintiendra jusqu'en 1945).

### L'orchestre dans la fosse
L'activité de l'orchestre change radicalement en 1958, quand il est engagé par le Teatro de la Zarzuela comme orchestre titulaire, et qu'il commence à alterner son activité dans la fosse et sur la scène. Pour cette raison, on nomme un nouveau chef permanent, Vicente Spiteri (en), poste qui avait été irrégulièrement occupé depuis la mort de Enrique Fernández Arbós. L'activité durant ces années est incessante, avec l'organisation de diverses tournées dans toute l'Espagne et à l'étranger, surtout au Portugal et en Amérique latine.
En 1965, la création d'un nouvel orchestre ayant son siège dans la capitale, l'Orquesta Sinfónica de RTVE, entraîna un dépeuplement du Symphonique, qui a maintenu, durant toute la décennie 1970, une vie musicale très liée aux représentations du Teatro de la Zarzuela. À cette époque également, il participa, avec la maison de disques Hispavox, à l'enregistrement d'un grand nombre de zarzuelas et opéras espagnols, collection très précieuse par sa qualité et parce qu'elle était la première à accueillir sans complexes la musique de scène espagnole. 
Il participa à tous les montages réalisés au Teatro de la Zarzuela, et, à partir de 1971, au spectacle musical Antología de la Zarzuela, dirigé par José Tamayo (en). En revanche, le nombre de concerts symphoniques qu'il offre pendant ces années est très réduit, et, dans la majorité des cas, sur des scènes de seconde zone.
Cette situation de l'orchestre influence ses titulaires, beaucoup d'entre eux étant sur le point de prendre la retraite, qui touchent de bas cachets pour un travail très intense. Combler les places vacantes devient un grand problème et la qualité musicale de l'orchestre s'en ressent.

### La renaissance d'un orchestre
La stabilité de l'institution, son expérience, sa renommée historique et sa localisation à Madrid incite Soledad Becerril, à ce moment ministre de la Culture, à offrir à l'Orchestre symphonique de Madrid la signature d'un contrat qui stipule qu'il s'occupera exclusivement des besoins musicaux du Teatro de la Zarzuela dans ses trois activités de l'opéra, du ballet et de la zarzuela. Ce contrat fut signé en juillet 1981 et, pour servir les intérêts du Teatro de la Zarzuela, l'orchestre se restructure et peu à peu retrouve sa qualité.
L'inauguration de l'Auditorium national de musique à Madrid lui fournit de nouvelles perspectives, surtout en matière d'activité symphonique. Cet idéal a été maintenu après la signature d'un nouveau contrat, cette fois avec la Communauté de Madrid, pour la programmation d'un cycle de concerts annuel dans le nouvel auditorium.
En 1997, l'Orchestre quitte le Teatro de la Zarzuela pour devenir l'orchestre titulaire du Teatro Real de Madrid récemment rouvert. Ce contrat court jusqu'en 2009.

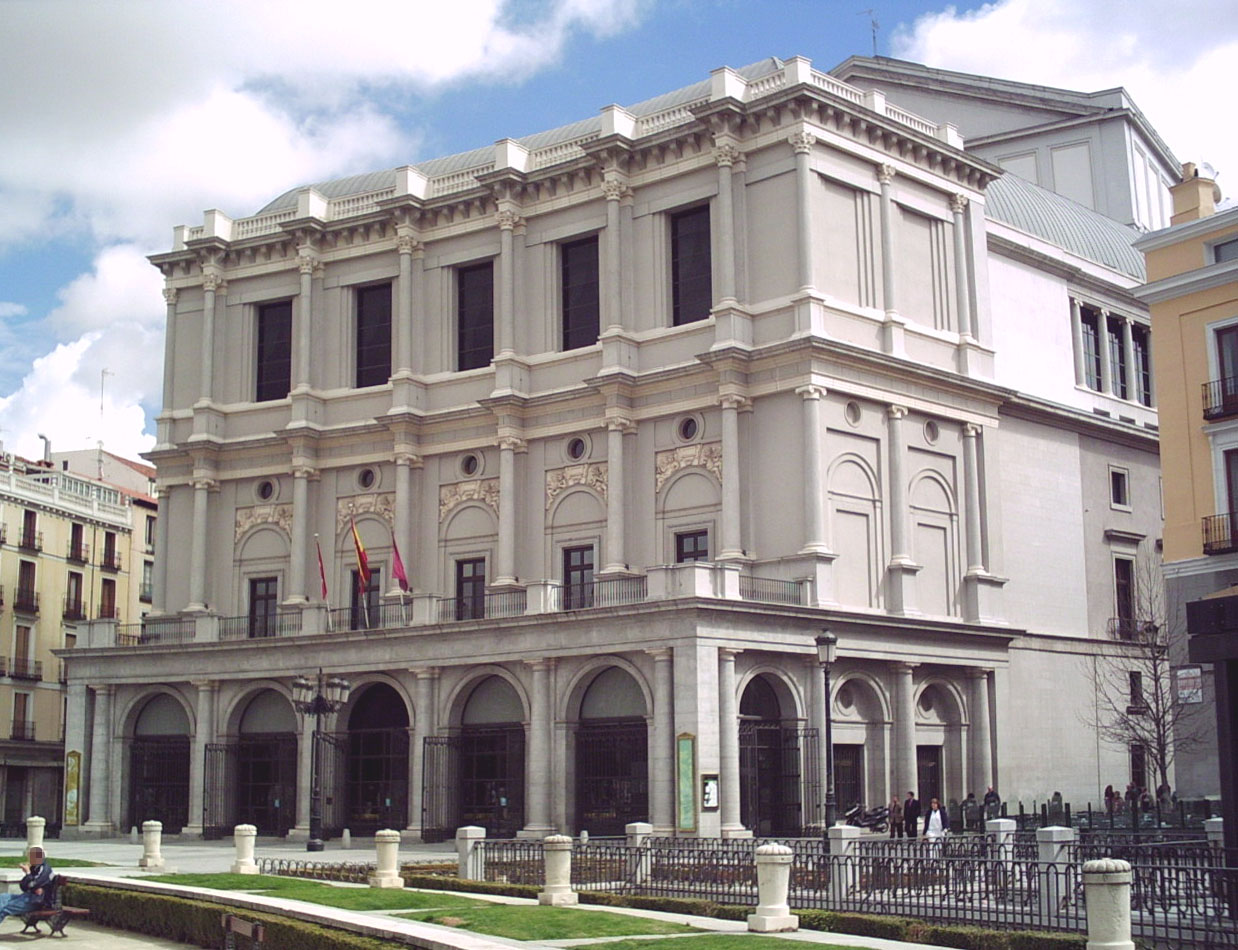
Teatro Real de Madrid, résidence actuelle de l'OSM.

En 1999 ont été réalisées de nouvelles nominations — un nouveau chef titulaire, Luis Antonio García Navarro, un chef honoraire, Kurt Sanderling et un  compositeur associé, Cristóbal Halffter  — et, à l'instigation de la Fundación Teatro Lírico, est créé un chœur dépendant de l'orchestre, dirigé par Martin Merry. 
Fort de sa  position spéciale dans le milieu institutionnel de la culture madrilène, l'Orchestre symphonique commence à développer un projet didactique, avec la création d'un orchestre-école, qui est mis sous la direction d'Andrés Zarzo. 
En 2002, après la mort de García Navarro, la direction de l'orchestre est assumée par le chef musical du Teatro Real, Jesús López Cobos, jusqu'en 2010.
En 2014, Ivor Bolton est nommé directeur musical de l'Orchestre symphonique de Madrid et du Teatro Real à compter de la saison 2015, pour une durée de cinq ans,. En 2021, il est renouvelé à ce poste jusqu'en 2025, date à laquelle lui succédera Gustavo Gimeno,.

## Chefs permanents
Comme chefs permanents de l'orchestre, se sont succédé :
- Alonso Cordelás (1903-1904) ;
- Enrique Fernández Arbós (1905-1936[2](39)) ;
- Enrique Jordá (1940-1945)[2] ;
- Conrado del Campo (1946-1950) ;
- Francesco Mander (1949-1951)[2] ;
- José María Franco Bordons (es) (1951-1958) ;
- Vicente Spiteri (en) (1958-1977)[2] ;
- dissolution progressive avant d'être reconstitué en 1981 sous la direction de Jorge Rubio ;
- Miguel-Ángel Gómez-Martinez (1985-1990)[2] ;
- Antoni Ros-Marbà (1990-1996)[2] ;
- Luis Antonio García Navarro (1997 (1999)-2001)[2] ;
- Jesús López Cobos (2002-2010[2]) ;
- Ivor Bolton (2015[2]-2025[6]) ;
- Gustavo Gimeno (à partir de 2025[6],[7]).

## Créations
L'Orchestre symphonique de Madrid est le créateur d'œuvres de Tan Dun (Symphonic Poem on 3 Notes, 2011), Detlev Glanert (Argentum et Aurum, 2005), Joan Guinjoan (Trencadis, 1992), Jesús Guridi (Dix Mélodies basques, 1941), Cristóbal Halffter (Mural Sonante, 1994 ; Turbas, 1996 ; De verborum et speculorum ludis, 2000 ; Eritaña, 2004), Ernesto Halffter (Sinonietta, 1927), Tomás Marco (Senderos de libertad, 2003), Luis de Pablo (Pot-Pourri, 1994 ; La Señorita Cristina, extraits, 1998 ; Frondoso misterio, concerto pour violoncelle, 2003), Krzysztof Penderecki (Concerto grosso no 2, commande, 2004), Serge Prokofiev (Concerto pour violon no 2, 1931), José María Sánchez-Verdú (Memoria del espejo, 2013) et Joaquin Turina (La Procesión del Rocío, 1913 ; Envagelio, op. 12, 1915 ; Sinfonía Sevillana, 1920), notamment.